# 萊克里奇奧克斯 (加利福尼亞州)
萊克里奇奧克斯（英語：Lakeridge Oaks）是位於美國加利福尼亞州埃爾多拉多縣的一個非建制地區。該地的面積和人口皆未知。

## 地理
萊克里奇奧克斯的座標為38°42′43″N 121°06′34″W / 38.71194°N 121.10944°W，而該地的平均海拔高度為145米（即476英尺）。